# Махачкала (станция)
Махачкала́ — железнодорожная станция Махачкалинского региона Северо-Кавказской железной дороги, находящаяся в городе Махачкале, столице Республики Дагестан. Основная пассажирская станция Махачкалы, где останавливаются все поезда дальнего следования. Станция является конечной для всех пригородных поездов.
Расположена в Кировском районе Махачкалы.
Станция является пунктом смены видов тяги: тепловозной на электровозы переменного тока при движении в направлении Дербента и наоборот при движении в сторону Кизляра или Гудермеса

## История
Открыта в 1894 году.

## Сообщение по станции
По состоянию на март 2024 года по станции курсируют следующие поезда пригородного сообщения:
| Пригородное | Пригородное          | Пригородное | Пригородное          |
| № поезда    | Маршрут движения     | № поезда    | Маршрут движения     |
| ----------- | -------------------- | ----------- | -------------------- |
| 6605        | Махачкала — Хасавюрт | 6604        | Хасавюрт — Махачкала |
| -           | -                    | 6606        | Хасавюрт — Махачкала |
| 6691        | Дербент — Махачкала  | 6690        | Махачкала — Дербент  |
| 6693        | Дербент — Махачкала  | 6692        | Махачкала — Дербент  |
| 6695/6603   | Дербент — Хасавюрт   | -           | -                    |
| 6697        | Дербент — Махачкала  | 6694        | Махачкала — Дербент  |
| 6699        | Дербент — Махачкала  | 6696        | Махачкала — Дербент  |
| -           | -                    | 6698        | Махачкала — Дербент  |

### Дальнее
По состоянию на март 2024 года по станции курсируют следующие поезда дальнего следования:
| Круглогодичное обращение поездов | Круглогодичное обращение поездов | Круглогодичное обращение поездов | Круглогодичное обращение поездов |
| № поезда                         | Маршрут движения                 | № поезда                         | Маршрут движения                 |
| -------------------------------- | -------------------------------- | -------------------------------- | -------------------------------- |
| 85                               | Махачкала — Москва               | 86                               | Москва — Махачкала               |
| 133                              | Дербент — Москва                 | 134                              | Москва — Дербент                 |
| 135                              | Махачкала — Санкт-Петербург      | 136                              | Санкт-Петербург — Махачкала      |
| 261                              | Махачкала — Ростов-на-Дону       | 262                              | Ростов-на-Дону — Махачкала       |
| 373                              | Дербент — Тюмень                 | 374                              | Тюмень — Дербент                 |